# Pachistopelma rufonigrum
Pachistopelma rufonigrum ist eine Spinne aus der Familie der Vogelspinnen (Theraphosidae). Ein besonderes Merkmal der auffällig gefärbten und im Nordosten Brasiliens vorkommenden Art ist die Gebundenheit an Bromeliengewächse. Dies ist eine für Vogelspinnen ungewöhnliche Eigenschaft, die die Spinne mit der ebenfalls zur Gattung Pachistopelma zählenden Art P. bromelicola, die neben P. rufonigrum auch die einzige Art der Gattung ist, teilt.

## Merkmale

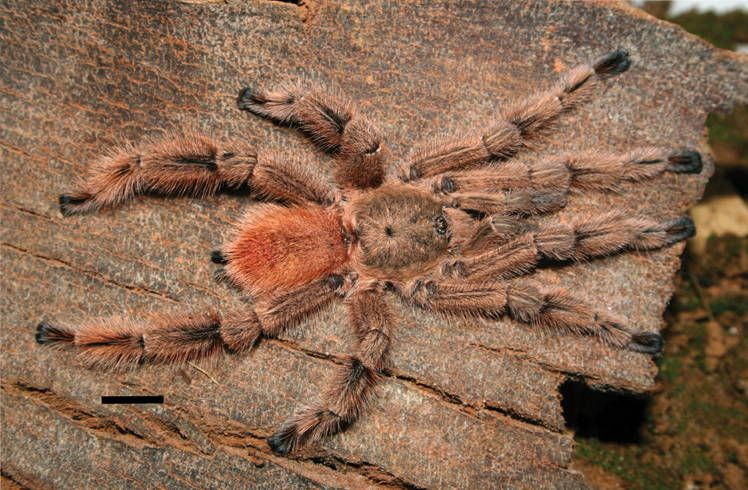
Männchen

Pachistopelma rufonigrum erreicht eine Körperlänge von etwa 40 bis 50 Millimetern und eine Beinspannweite von gut 120 bis 150 Millimetern, wobei diese Werte an in Gefangenschaft gehaltenen Tieren gemessen wurden.
P. rufonigrum entspricht vom Körperbau her der anderen Art der Gattung Pachistopelma, P. bromelicola. P. rufonigrum wird innerhalb der Gattung mitunter durch die dunkelbraune Grundfärbung und die rosafarbenen, borstenartigen Setae (chitinisierte Haare) charakterisiert. Ein weiteres Eigenmerkmal der Art sind die rosa gefärbten Beine mit schwarzen Tarsen (Fußglieder) sowie die schlanken Metatarsen (Fersenglieder) des vierten Beinpaares mit langen und flexiblen rötlichen Setae.

### Sexualdimorphismus und Erscheinung der Jungtiere

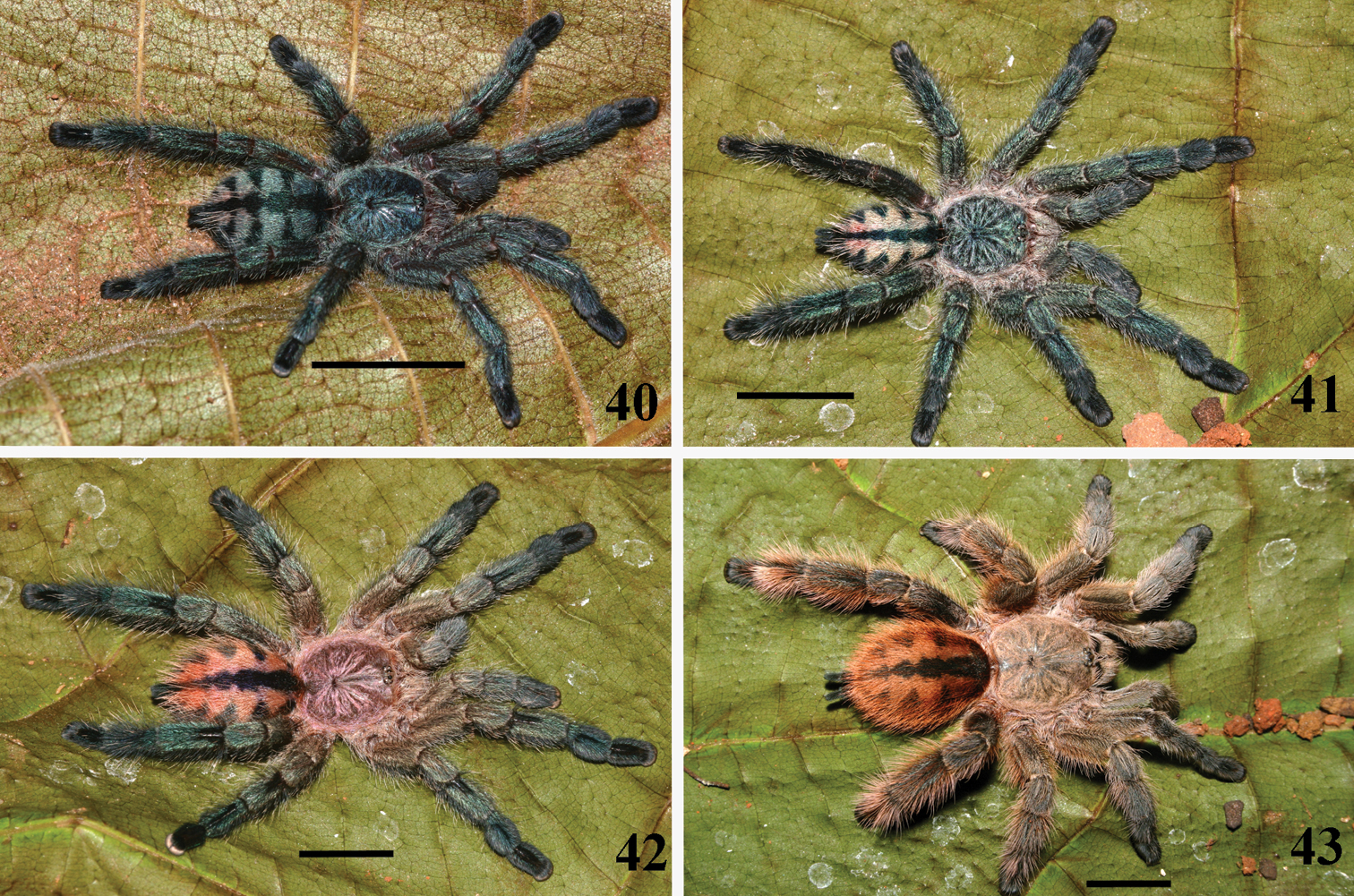
Jungtiere in verschiedenen Stadien

Das Weibchen hat wie die Jungtiere von Pachistopelma rufonigrum eine verglichen mit dem Männchen deutlich niedrigere cephale (am Kopf gelegene) Region, während beim Männchen das Opisthosoma dorsoventral (oben und seitlich) abgeflacht ist. Der Augenhügel ist beim Weibchen und bei Jungtieren sehr niedrig und die untere Augenreihe gerade. Es hat einen stärker ausgeprägten Augenhügel und die untere Augenreihe ist bei ihm leicht vorgewölbt. Das Männchen und auch Jungtiere haben Brennhaare des Typs II, die dem Weibchen fehlen.
Jungtiere von P. rufonigrum sind anfangs fast vollständig metallisch grün gefärbt. Einzig und allein die dorsale (obere) Fläche auf dem Opisthosoma (Hinterleib) trägt eine Musterung, bestehend aus einem zentralen schwarzen Längsstreifen, der wiederum lateral (seitlich) auf beiden Seiten von je fünf schwarzen Streifen, die mit dem Längsstreifen in Verbindung treten, flankiert wird. Bei weiter fortgeschritteneren Jungtieren nehmen der Rand des Carapax (Rückenschild des Prosomas bzw. Vorderkörpers) und die Dorsalseite der Cheliceren (Kieferklauen) ähnlich wie das Opisthosoma einen hellbraunen Farbton an, wobei letzterer Körperabschnitt posterior (hinten) einen rötlich gefärbten Bereich aufweist. In diesem Stadium bleiben die schwarzen Streifen auf dem Opisthosoma noch erhalten. In einem darauf folgenden Stadium ändert sich die Grundfarbe des Carapax wie auch der Dorsalseite der Coxen (Hüftglieder), der Trochanter (Schenkelringe) und den meisten Femora (Schenkel) zu einem Rosa, während bei den verbliebenen Bestandteilen der Beine das metallische Grün beibehalten bleibt. Der Großteil des Opisthosomas erscheint nun leuchtend rot. Lediglich die hier nach wie vor verbleibenden Streifen bilden die einzige Ausnahme. Bei subadulten Individuen von P. rufonigrum sind Carapax und Beine braun gefärbt und spärlich mit rosafarbenen langen Setae (chitinisierten Haaren) bedeckt. Die Dorsalfläche des Opisthosomas besitzt nach wie vor die rötliche Farbgebung, doch beginnen die dort befindlichen Streifen in dem Stadium zu verblassen.
Das Weibchen von P. rufonigrum hat im ausgewachsenen Zustand einen vollständig braun gefärbten Körper und lange rosafarbene Borstensetae an den Beinen, dem Carapax und den Cheliceren. Die Streifenmusterung fehlt nun völlig oder ist nur sehr schwach ausgeprägt. Das adulte Männchen der Art hat ähnlich wie das Weibchen in diesem Stadium einen braunen und mit rosafarbenen, hier jedoch kürzeren Borstensetae bedeckten Carapax sowie Beine und Cheliceren. Die Ausnahme bilden die hier schwarz gefärbten Tarsen (Fußglieder) und ein streifenartiger ebenso schwarzer Bereich auf den Metatarsen (Fersenglieder). Die Grundfarbe des Opisthosomas reicht beim ausgewachsenen Männchen von leuchtend orange bis leuchtend rot. Muster sind hier nie in irgendeiner Form noch vorhanden.

### Variationen der Spermathek
Die Spermathek (Samentasche) des Weibchens von Pachistopelma rufonigrum ist eher schwach sklerotisiert (verhärtet), von langer Form und in distale (von der Körpermitte entfernt liegende) Richtung verjüngend sowie leicht nach innen gebogen, während Verengungen oder Lappen fehlen. Allerdings kann die Spermathek bei der Art auch häufig kürzer oder breiter gebaut sein. Genauso ist sie in seltenen Fällen nach innen gebogen, während die Spermathek im Regelfall jedoch nach außen gebogen ist.

### Differenzierung vonPachistopelma bromelicola

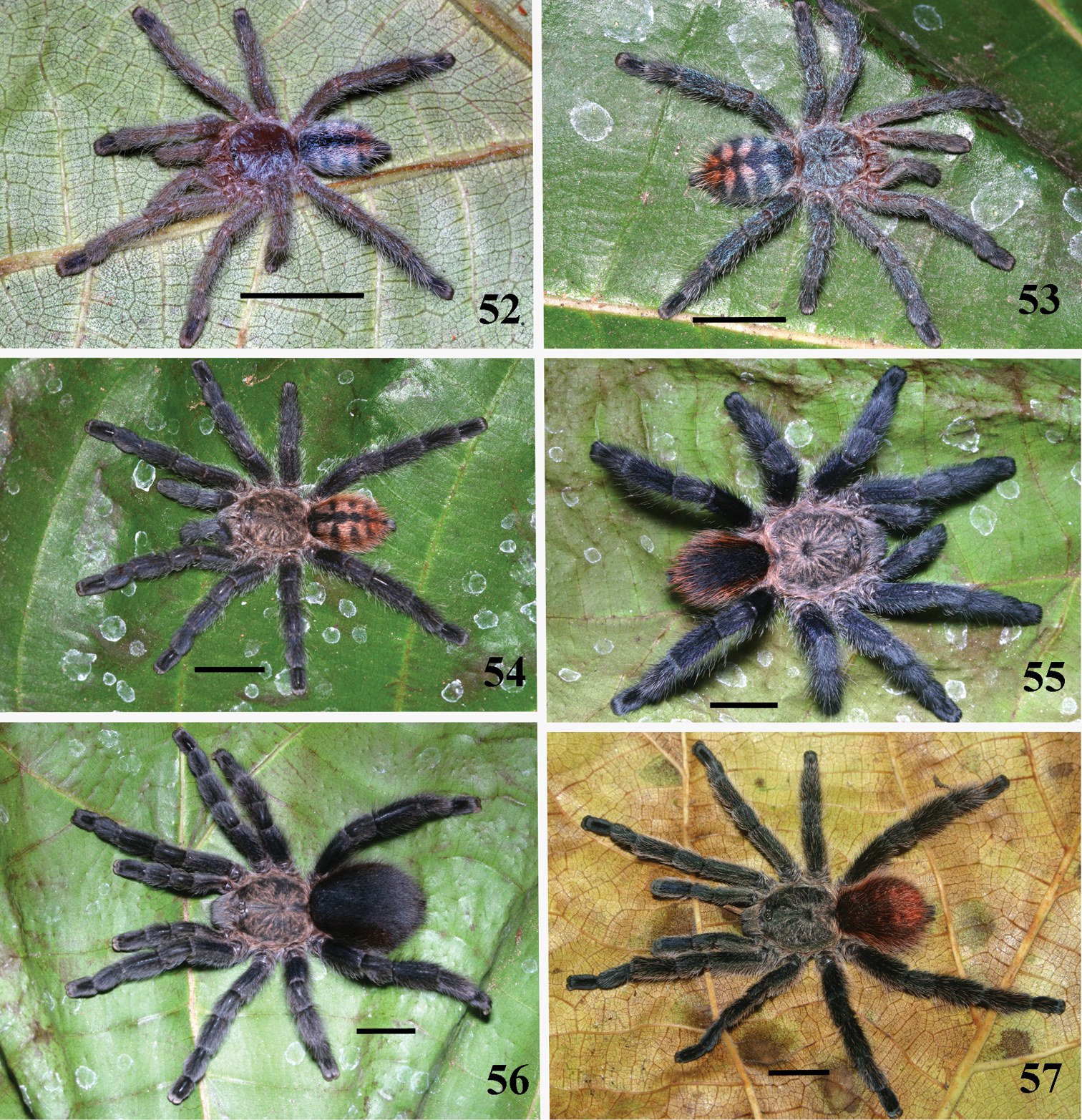
Weibchen (unten links), Männchen (unten rechts) und Jungtiere in verschiedenen Stadien von Pachistopelma bromelicola.

Die sehr ähnliche und nah verwandte Art Pachistopelma bromelicola unterscheidet sich von P. rufonigrum durch die eher schwarze Grundfarbe und die verdickten Metatarsen des vierten Beinpaares, die überdies mit steifen Setae versehen sind. Außerdem weist das Männchen dieser Art zusätzlich längere und weißliche Setae an den Beinen sowie rötliche am Opisthosoma auf.

## Verbreitung und Lebensräume

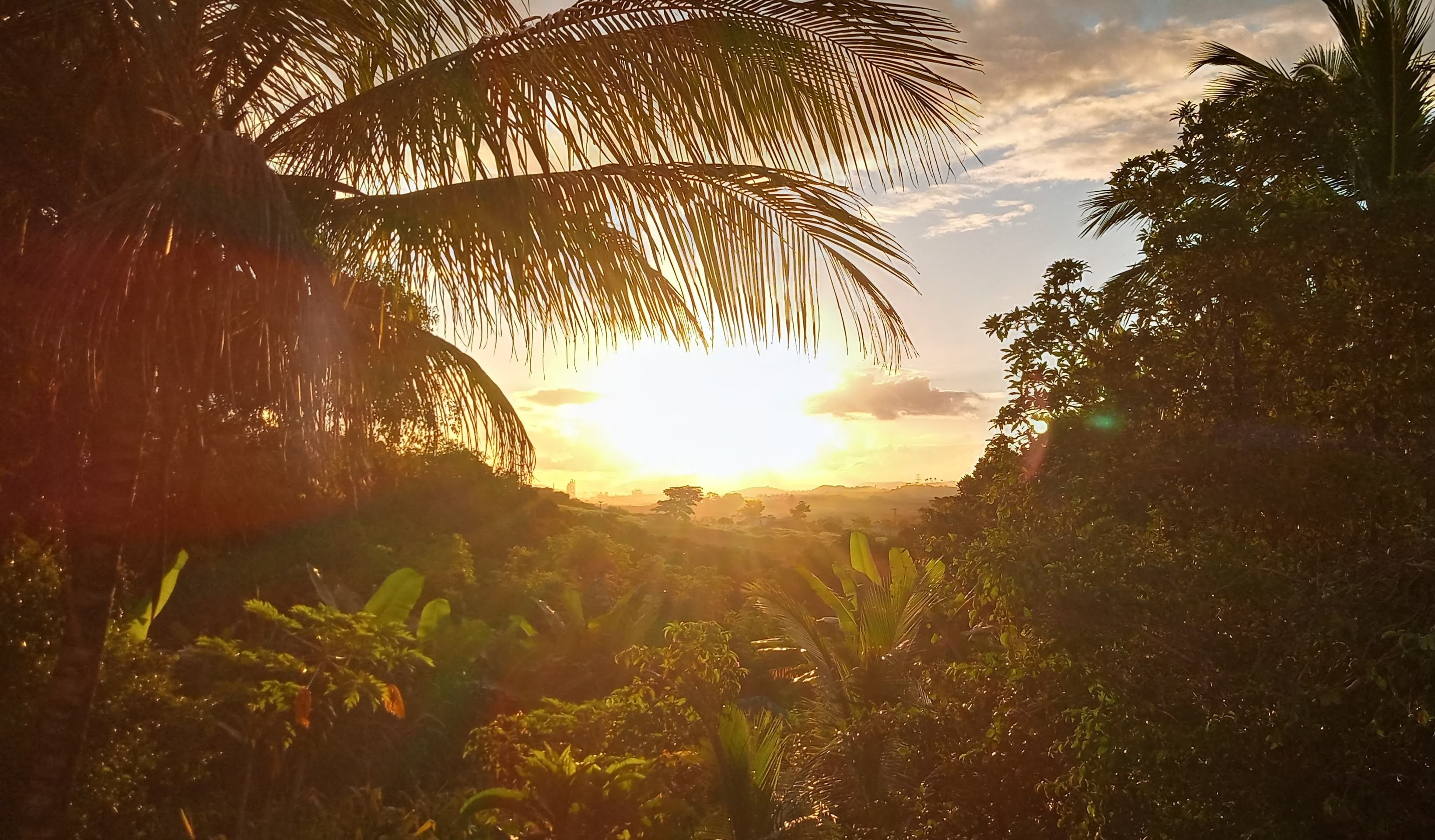
Mitunter kommt Pachistopelma rufonigrum im Nationalpark Serra de Itabaiana im brasilianischen Bundesstaat Sergipe vor.

Das Verbreitungsgebiet von Pachistopelma rufonigrum ist auf einen kleinen Teil im Nordosten Brasiliens beschränkt, wo es sich nach Norden vom Bundesstaat Rio Grande do Norte in südliche Richtung bis zum nördlichen Teil des Bundesstaats Bahia erstreckt. Insgesamt kommt die Art überwiegend in den Küstenregionen ihres Verbreitungsgebiets vor, darunter vor allem in den dortigen Restingas sowie dem dort befindlichen Teil der Caatinga.
P. rufonigrum scheint nach bisherigen Kenntnissen ausschließlich weiße Sandgebiete mit Bromeliengewächsen aus den Gattungen Aechmea und Hohenbergia als Habitat (Lebensraum) zu nehmen. Dabei nutzt die Spinne die genannten Bromeliengewächse selber als Mikrohabitate. Insgesamt fällt die Populationsdichte der Spinne in Restingas innerhalb der Mata Atlântica deutlich geringer aus als an xerothermen (trockenwarmen) Gebieten. In der Estação Ecológica de Murici nahe der Stadt Murici im Bundesstaat Alagoas beispielsweise ließen sich vermehrt Exemplare von P. fugonigrum in den Blatttrichtern von Bromeliengewächsen beider Gattungen nachweisen, die sich an felsigen Aufschlüssen in Höhen von 245 bis zu 362 Metern über dem Meeresspiegel befanden und der Sonneneinstrahlung stärker ausgesetzt waren. Dabei sind die Gewächse innerhalb dieses Gebiets in inselartigen Beständen verteilt, die hundert bis tausend Meter voneinander entfernt sein können. Da außerhalb der Gewächse P. fugonigrum nicht vorkommt, sind diese Populationen in den verteilten Beständen der Bromeliengewächse vermutlich für sich von den anderen isoliert.

## Lebensweise

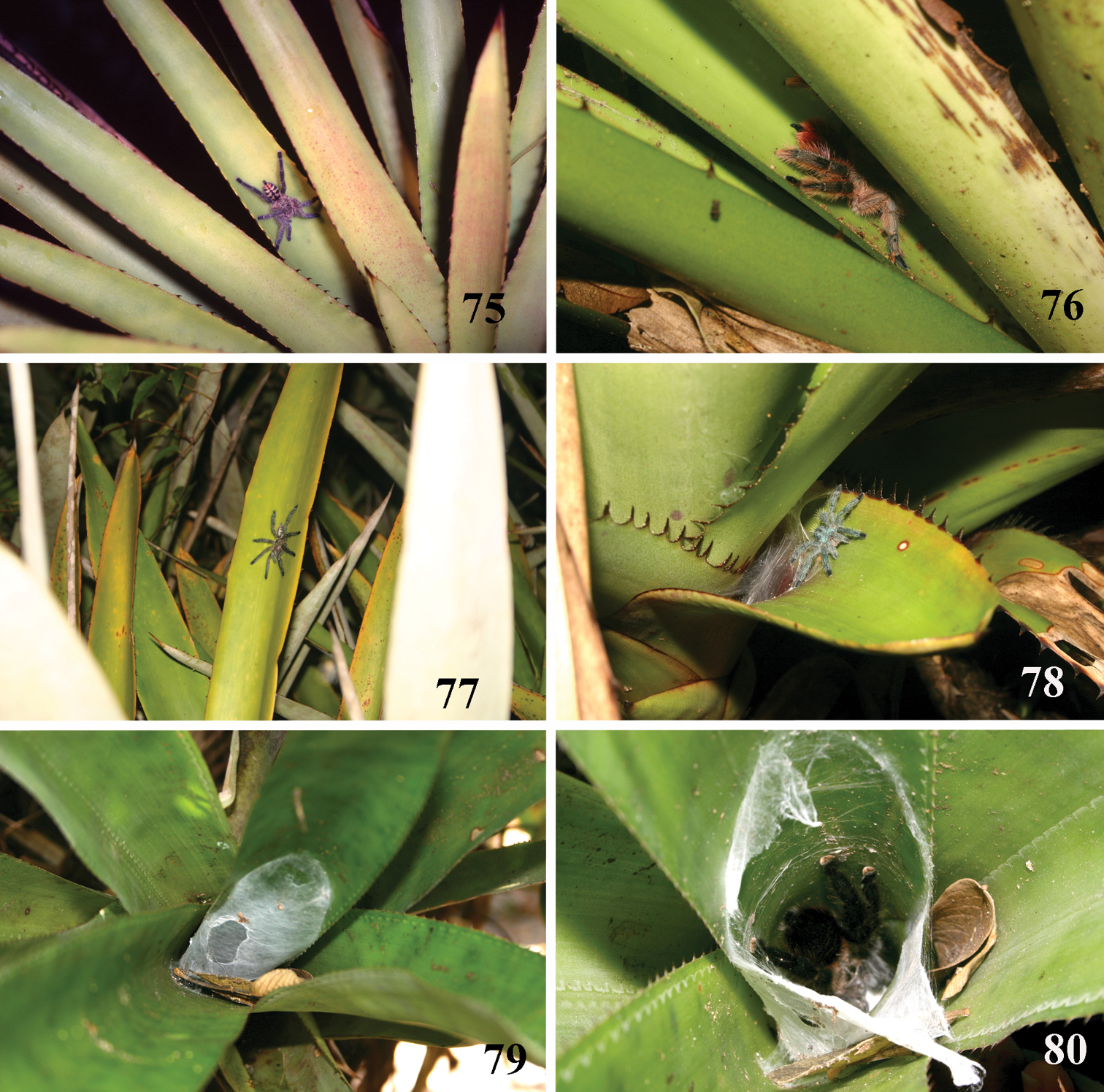
Exemplare von Pachistolempa rufonigrum (Bilder oben rechts und beide in der Mitte) und Pachistolempa bromelica an Bromeliengewächsen

Pachistopelma rufonigrum ließ sich bisher nur an Bromeliengewächsen der beiden oben genannten Gattungen nachweisen, was eine Abhängigkeit seitens der Spinne von den Gewächsen deutlich macht. Dort legt die Art Rückzugsorte in Form von Wohngespinsten an. Wie alle Arten der Vogelspinnen (Theraphosidae) ist auch diese nachtaktiv. Die morphologischen (Struktur und Form betreffende) Merkmale von P. rufonigrum deuten auf eine Adaption für eine an die Bromeliengewächse angepasste Lebensweise hin, da der abgeflachte Körper und der niedrige Augenhügel der Art vermutlich Folgen dieser Anpassung sind und der Spinne eine Lebensweise zwischen den Blättern der Bromeliengewächse gewährleisten. Das mag darauf zurückzuführen sein, dass die Blatttrichter von Bromeliengewächsen durch die charakteristische Anordnung der Blätter und der daraus resultierenden Ansammlung von Wasser Schutz vor Austrocknung und überdies durch ihre Robustheit Schutz vor Prädatoren (Fressfeinden) bieten. Außerdem dürften die Bromeliengewächse ein Mikroklima bereitstellen, das einigen endemischen (in einem kleinen Verbreitungsgebiet vorkommenden) Arten, darunter auch P. rufonigrum, die Arterhaltung sichert. Das Mikroklima der Bromeliengewächse unterscheidet sich hinsichtlich seiner Temperatur und Feuchtigkeit deutlich von dem trockenen und heißen Klima, das etwa im Serra de Itabaiana-Nationalpark vorherrscht.
P. rufonigrum bewegt sich insgesamt sehr wenig und ist an einem Bromeliengewächs jeweils nur einzeln anzutreffen. Das kann darauf zurückzuführen sein, dass ein einzelnes Bromeliengewächs lediglich einem einzelnen Individuum der Spinne passende Überlebensbedingungen hinsichtlich der Verfügbarkeit an Nahrung und Wasser ermöglicht. Neben P. rufonigrum zeigen auch andere Spinnenarten, etwa jene der Gattung Cupiennius aus der Familie der Fischerspinnen (Trechaleidae) oder Psecas viridipurpureus aus der Familie der Springspinnen (Salticidae), eine Gebundenheit an Bromeliengewächse. Gelegentlich nimmt auch die Gemeine Vogelspinne (Avicularia avicularia) Pflanzen aus dieser Familie als Rückzugsort an.

### Jagdverhalten und Beutespektrum
Pachistopelma rufonigrum lebt wie alle Spinnen räuberisch und ist wie für Vogelspinnen (Theraphosidae) üblich ein freilaufender Lauerjäger, der demzufolge kein Spinnennetz für den Beutefang anlegt. Dabei teilt P. rufonigrum mit anderen Vogelspinnen die gering ausgeprägte Aktivität und kann im Blattwerk des bewohnten Bromeliengewächses bis zu vier Stunden reglos verweilen. Gelegentlich verlässt die Spinne während der nächtlichen Aktivitätszeit ihren Unterschlupf, entfernt sich von ihm aber anscheinend nie weiter als 30 Zentimeter. In diesem Fall nutzt P. rufonigrum die trockenen Blätter am äußeren Basisbereich des bewohnten Bromeliengewächses.
Beutetiere werden wie bei allen Vogelspinnen über die Trichobothria (Tastsetae) anhand von deren Schwingungen geortet. Gelangt ein Beutetier in Reichweite, packt die Spinne es mit den vorderen Extremitäten und versetzt ihm mit den Cheliceren einen Giftbiss, der das Beutetier an einer Flucht und Gegenwehr hindert, ehe es verzehrt wird. Über das Beutespektrum von P. rufonigrum liegen kaum Angaben vor. Im Serra de Itabaiana-Nationalpark ließ sich einmalig ein Exemplar beim Verzehr einer Heuschrecke, die in diesem Nationalpark vermehrt an Bromeliengewächsen vorkommen, sichten.

### Abwehrstrategien
Pachistopelma rufonigrum verfügt über verschiedene Abwehrstrategien gegenüber Prädatoren. Die Spinne bevorzugt jedoch bei Störungen die Flucht. Alternativ kann die Art auch im Phytotelma (Kleinstgewässer) in dem Blatttrichter des von ihr bewohnten Bromeliengewächses untertauchen und dort für mehrere Minuten verweilen. Bei anhaltender Störung wurde in Gefangenschaft seitens ausgewachsener Männchen und Jungtiere, die anders als ausgewachsene Weibchen über Brennhaare verfügen, das Bombardieren (Abstreifen und Entgegenschleudern der Brennhaare mittels der hinteren Beine) belegt, auch wenn dies dort selten vorkommt.

### Lebenszyklus und Phänologie
Der Lebenszyklus von Pachistopelma rufonigrum gleicht weitestgehend dem anderer Vogelspinnen (Theraphosidae). Die Phänologie (Aktivitätszeit) der Art ist nicht ganz erforscht. Bei im August 2006 stattgefundenen Untersuchungen in der Estação Ecológica de Murici ließen sich zum Zeitpunkt der Analysen im untersuchten Gebiet Individuen der Spinne in allen Entwicklungsstadien nachweisen.

#### Balz und Paarung
Auch das Balzverhalten entspricht weitestgehend dem anderer Vogelspinnen und setzt sich auch bei P. rufonigrum aus einem Trommeln der Pedipalpen (umgewandelte Extremitäten im Kopfbereich) zusammen, das bei dieser Art auf einem der Blätter des Bromeliengewächses ausgeführt wird. Dem geht eine Umklammerung des Weibchens voraus und diesem Prozess folgt nach etwa 40 Sekunden eine Anhebung des Weibchens und dann ein weiteres Trommeln auf dem Genitalbereich des Weibchens. Anschließend findet die eigentliche Paarung statt, bei der das Männchen seine Bulbi (männliche Geschlechtsorgane) in die Spermathek des Weibchens einführt.

#### Brutpflege
In Gefangenschaft beginnt ein begattetes Weibchen von Pachistopelma rufonigrum etwa zwei Monate nach der Paarung sich zurückzuziehen und nach gut einem weiteren Monat ist unter diesen Bedingungen auch die Herstellung eines Eikokons abgeschlossen. In freier Wildbahn bewacht das Weibchen seinen Eikokon im Wohngespinst innerhalb des Blatttrichters des bewohnten Bromeliengewächses. Frühestens nach 36 Tagen scheint unter diesen Bedingungen der Schlupf der Jungtiere zu erfolgen, die noch für unbekannte Zeit beim Muttertier verbleiben. Wird das Wohngespinst beschädigt, wird es vom Muttertier sowohl im Beisein von Nachkommen als auch schon während der Aufbewahrung des Eikokons repariert. Aus einem unter Laborbedingungen 2003 untersuchten Eikokon, der 60 Eier enthielt, schlüpften 30 Jungtiere.

#### Heranwachsen und Lebenserwartung
Jungtiere, die sich bereits verselbstständigt haben, legen wie die ausgewachsenen Individuen Wohngespinste an, in denen auch die Häutungen stattfinden. Dafür spinnt ein Jungtier zunächst zwei oder drei Blätter des als Unterschlupforts angenommenen Bromeliengewächses zu einem Hohlraum zusammen, in dem sich die Spinne aufhält. Vermutlich durch die widerstandsfähigen Blätter der Gewächse sind diese Verliese von außen nie ganz verschlossen. Unter Laborbedingungen dauert die Häutung vom Anlegen des Gespinstes bis zum Vorfinden einer Exuvie (nach einer Häutung abgestreiftes Exoskelett bzw. Außenpanzer) eine Woche.
Über die Lebenserwartung von P. rufonigrum liegen wenig Informationen vor. Bei in Gefangenschaft gehaltenen Weibchen beläuft sich die Lebensdauer vermutlich auf 12 bis 15 Jahre.

## Systematik
Die klassische Systematik befasst sich im Bereich der Biologie sowohl mit der taxonomischen (systematischen) Einteilung als auch mit der Biologie und mit der Nomenklatur (Disziplin der wissenschaftlichen Benennung) von Lebewesen einschließlich Pachistopelma rufonigrum.
Der Artname rufonigrum ist eine Abwandlung der lateinischen Adjektive rufus für „rot“ und niger für „schwarz“. Er bedeutet übersetzt also etwa „braunschwärzlich“ und deutet auf die farblich so wirkende Erscheinung der Art hin.

### Beschreibungsgeschichte
Pachistopelma rufonigrum erhielt bereits während der Erstbeschreibung 1901 vom Autor Reginald Innes Pocock die noch heute gültige Bezeichnung, sodass keine Transferierungen nach der Erstbeschreibung erfolgten. Darüber hinaus ist P. rufonigrum die Typusart der Gattung Pachistopelma.

### Synonymie
Zwei ehemalige Arten wurden mit Pachistopelma rufonigrum synonymisiert. Eine davon war die Art Avicularia pulchra, die 1933 von Cândido Firmino de Mello-Leitão erstbeschrieben wurde. Die Merkmale, die er während der Beschreibung des dafür angewandten und im brasilianischen Bundesstaat Pernambuco gefundenen Holotypus (für die Erstbeschreibung angewandten Exemplars) nannte, bei dem es sich eigentlich um ein Jungtier von P. rufonigrum handelte, sind welche, die für die Gattung Pachistopelma typisch sind. Dazu zählen der abgeflachte Augenhügel, die fast gerade verlaufende anteriore (vordere) Augenreihe und das dorsoventral (von der Rücken- zur Bauchseite) abgeflachte Opisthosoma mit der für Jungtiere der Gattung typischen Musterung. Auch die für A. pulchra genannte Farbgebung und die geographische Verbreitung stimmten mit der von P. rufonigrum überein, sodass A. pulchra 2012 von Rogerio Bertani mit P. rufonigrum synonymisiert wurde und als jüngeres Synonym der Art gilt.
Die zweite mit P. rufonigrum synonymisierte Art ist Avicularia recifiensis, die 1996 von Ronny Struchen und Daniel Brändle erstbeschrieben wurde. Dafür wurden ein weiblicher Holotypus und ein männlicher Paratypus (neben dem Holotypus zur Erstbeschreibung angewandtes Exemplar) verwendet, die aus dem Gebiet von Recife, der Hauptstadt des Brasilianischen Bundesstaats Pernambuco, stammen sollen. Der Holotyp besitzt einen niedrigen Augenhügel, eine gerade verlaufende anteriore Augenreihe und ein dorsoventral abgeflachtes Opisthosoma. Die Spermathek des Exemplars befand sich, obwohl sie seziert wurde, nicht in einer Phiole. Der Paratyp hat, wie für P. rufonigrum typisch, eine schwach ausgeprägte Apophyse (chitinisierter Fortsatz) an jeweils beiden der Tibien (Schienen) des ersten Beinpaares, während nach der Beschreibung über den Paratyp von Struchen und Brändle eine Apophyse bei diesem gar nicht erst vorhanden sein soll. Außerdem weist der Paratyp einen stachelförmigen Prozess (Fortsatz) zwischen den Lappen eines einzelnen Cymbiums (erstes und vorderstes Sklerit bzw. Hartteil eines Bulbus) und eine leicht vorgewölbte anteriore Augenreihe auf. Die anatomischen Merkmale beider Exemplare stimmen mit den Grundeigenschaften der Gattung Pachistopelma und deren Färbungen sowie geographische Verbreitung zusätzlich mit denen von P. rufonigrum überein. Deshalb wurde die A. recifiensis ebenfalls 2012 von Bertani mit P. rufonigrum synonymisiert und gilt seitdem ebenso als jüngeres Synonym der Art.

## Pachistopelma rufonigrumund Mensch
Pachistopelma rufonigrum ist wie andere Vogelspinnen (Theraphosidae) vor allem im Rahmen der Heimtierhaltung prominent.

### Terraristik
Pachistopelma rufonigrum erfreut sich wie viele andere Vogelspinnen einer gewissen Beliebtheit innerhalb der Terraristik und wird gelegentlich als Heimtier in diesem Rahmen gehalten. Bei als Heimtieren gehaltenen Exemplaren wurde auch beim Bereitstellen eines Rückzugsortes in Form eines nicht künstlichen Bromeliengewächses gesichtet, dass die Tiere sich ähnlich wie bodenbewohnende Vogelspinnen (Theraphosidae) Unterschlüpfe im Substrat der Behausungen gegraben haben.

### Gefährdung
Über mögliche Bestandsgefährdungen von Pachistopelma rufonigrum liegen keine Informationen vor, da die Bestände der Art von der IUCN nicht gewertet werden.